# Balam-Acab
Balam-Acab var i mytologin hos Mayaindianerna en av de fyra första människorna.